# Augusta Andersson
Augusta Maximiliana Andersson, känd som "Vackra Augusta", född 2 mars 1857 i Skövde, död 31 augusti 1938 i Adolf Fredriks församling i Stockholm, var en svensk restaurangägare, verksam i Stockholm. 
Hon präglade mellan 1876 och 1931 Restaurant 55:an på Drottninggatan nummer 55 (därav namnet). Till en början var hon anställd, 1894 arrenderade hon stället och efter 1901 var hon ägare. Ursprungligen ett schweizeri, utvecklade hon det till en välrenommerad restaurang. Hennes krog var populär och hade under sin samtid ett gott rykte för sin goda mat. Det var också känt som klubblokal för sällskapet Kägelklubben Klothilda, som samlades där till konstnären Anders Zorns död 1920. 
Augusta Andersson är begravd på Norra begravningsplatsen utanför Stockholm.